# Flughafen Gaziantep

i8
i11
i13
Der Flughafen Gaziantep, auch Flughafen Gaziantep Oğuzeli oder Flughafen Oğuzeli (türkisch Gaziantep Uluslararası Havalimanı, Gaziantep Havalimanı, Gaziantep Oğuzeli Uluslararası Havalimanı, Gaziantep Oğuzeli Havalimanı, Oğuzeli Havalimanı oder Oğuzeli Uluslararası Havalimanı, IATA-Code: GZT, ICAO-Code: LTAJ) ist ein internationaler türkischer Flughafen nahe der Stadt Gaziantep. Er wird durch die staatliche DHMI betrieben. Der Flughafen wurde 1976 dem Betrieb übergeben und wird ausschließlich zivil genutzt.

## Flughafengelände
Er verfügt über ein Terminal mit einer Kapazität von vier Millionen Passagieren im Jahr und zwei befestigte Start- und Landebahnen, die jedoch kein Instrumentenfluglandesystem (ILS) besitzen. Die beiden Vorfelder haben eine Größe von 300 × 120 Meter und 130 × 90 Meter und können sechs, respektive zwei Verkehrsflugzeuge aufnehmen.
Die ihm zugeordnete Stadt Gaziantep liegt etwa 15–20 Kilometer entfernt. Sie ist mit Taxi, Privatwagen oder Flughafenbus zu erreichen. Vor dem Terminal gibt es einen Parkplatz für 400 Autos.

## Erweiterung
Am 1. Juni 2018 erfolgte der Beginn der Bauarbeiten für die Erweiterung des Flughafens.
Geplant ist, dass ein neues Terminal mit einer Fläche von 67.085 Quadratmetern und sechs Fluggastbrücken für den Inlandverkehr gebaut wird. Das bestehende Terminal wird zu einem Auslandterminal umfunktioniert. Auch Teil dieser Erweiterung ist die Vergrößerung des einen Vorfelds auf 5,33 Hektar und ein Parkhaus, das rund 2000 Fahrzeuge aufnehmen kann.

## Fluggesellschaften und Ziele
Es werden Inlandziele und Auslandziele bedient.

## Verkehrszahlen
| Jahr | Passagiere | Veränderung zum Vorjahr |
| ---- | ---------- | ----------------------- |
| 2024 | 2.958.041  | ▲ 12,9 %                |
| 2023 | 2.620.399  | ▲ 11,5 %                |
| 2022 | 2.350.266  | ▲ 26,4 %                |
| 2021 | 1.872.236  | ▲ 34,6 %                |
| 2020 | 1.379.253  | ▼ 45,8 %                |
| 2019 | 2.544.944  | ▼ 3,5 %                 |
| 2018 | 2.637.027  | ▲ 0,3 %                 |
| 2017 | 2.629.569  | ▲ 12,8 %                |
| 2016 | 2.330.490  | ▬                       |
| 2015 | 2.331.227  | ▲ 11,9 %                |
| 2014 | 2.082.821  | ▲ 13,9 %                |
| 2013 | 1.828.799  | ▲ 26,7 %                |
| 2012 | 1.442.969  | ▲ 9,8 %                 |
| 2011 | 1.314.508  | ▲ 26,4 %                |
| 2010 | 1.039.972  | ▲ 24,8 %                |
| 2009 | 833.002    | ▲ 10,3 %                |
| 2008 | 754.968    | ▲ 2,8 %                 |
| 2007 | 734.427    | ▬                       |